# Pak Chong-ja
Pak Chong-ja (박 정자), appelée également Ilbong (일봉 : le phénix) est née en 1938 à Sangju, en République de Corée. Après les Beaux-Arts, elle a travaillé une vingtaine d'années pour des bureaux artistes et pour le cinéma.
Elle se consacre exclusivement à la peinture à partir de 1981. Elle a réalisé de nombreuses expositions de ses œuvres en Corée, puis en France, où elle a souvent séjourné avant de s'y établir définitivement en 1998.
Elle a publié en 2006, aux éditions Ouest-France, un recueil de son œuvre consacrée à la Normandie (sa région d'adoption puisqu'elle réside dans le canton de Pontorson à quelques kilomètres du Mont Saint Michel). Ce livre s'appelle tout simplement Le voyage d'une artiste coréenne en Normandie.
Sa maîtrise consommée du dessin et des techniques traditionnelles de la peinture orientale lui permet de livrer une vision originale et renouvelée des sites de Normandie les plus célèbres (les falaises du Bessin, le château de Falaise, Honfleur, Giverny...), des paysages familiers de cette région (vaches sous les pommiers fleuris...), des fleurs ou des fruits de la généreuse terre normande (betteraves à sucre, branches chargées de pommes ou poires...).
Ce livre présente des peintures réalisées à l'encre de Chine sur papier de riz accompagnées d’un texte en français et en hangeul (한글), c'est-à-dire en coréen.